# Peosidrilus vicinus
Peosidrilus vicinus är en ringmaskart som först beskrevs av Erséus 1990.  Peosidrilus vicinus ingår i släktet Peosidrilus och familjen glattmaskar. Inga underarter finns listade i Catalogue of Life.